# أمفيسيون

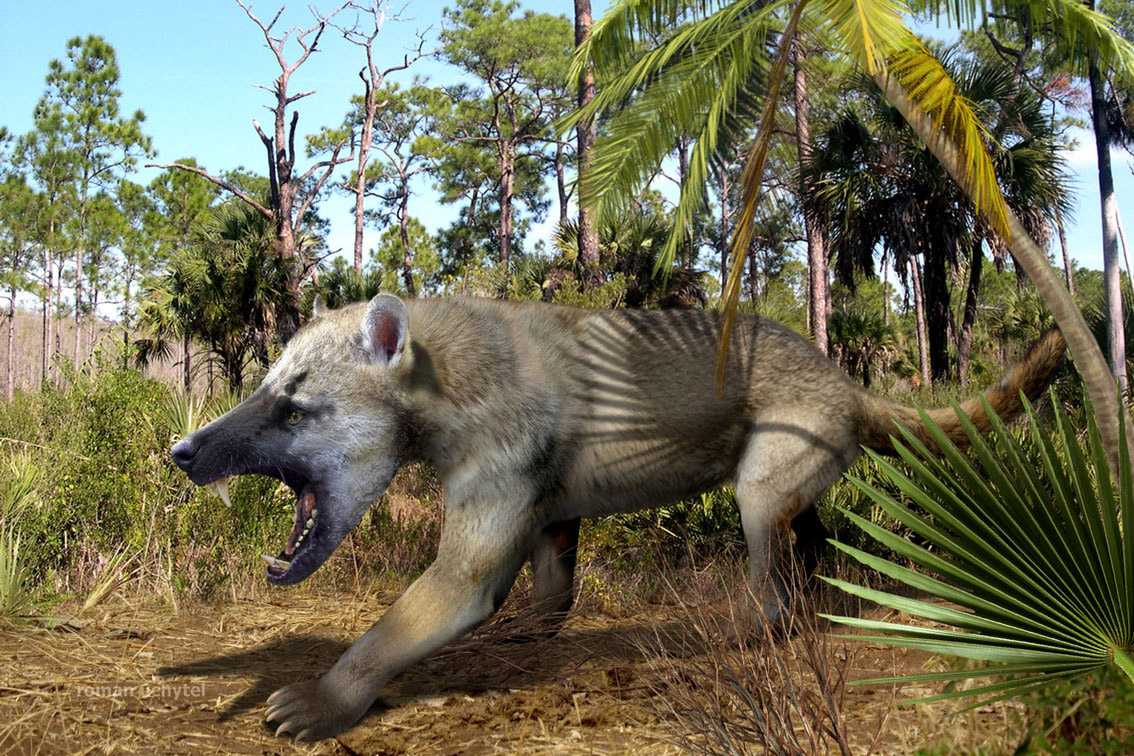
إعادة إنشاء الأمفيسيون إنجينس

الأمفيسيون (Amphicyon) هو جنس منقرض من آكلات اللحوم معروف أيضًا باسم الدب الكلب (بالإنجليزية: Bear dog)‏، عاش من مرحلة الأكويتاني إلى البليستوسين المبكر في أمريكا الشمالية وأوروبا وآسيا وأفريقيا من 16.9 إلى 2.6 مليون سنة مضت، تواجد لمدة 14.3 مليون سنة تقريبًا.